# هارولد ثاير ديفيس
هارولد ثاير ديفيس (بالإنجليزية: Harold Thayer Davis)‏ هو إحصائي واقتصادي أمريكي، ولد في 5 أكتوبر 1892 في بياتريس في الولايات المتحدة، وتوفي في 14 نوفمبر 1974 في بلومنغتون في الولايات المتحدة.